# Tristia
De Tristia ('Treurzangen', letterlijk 'Droeve dingen') zijn een Latijns dichtwerk van de Romeinse dichter Publius Ovidius Naso. Het bestaat uit vijftig brieven verdeeld over vijf boeken van ongelijke lengte. De verzen zijn elegische disticha. Ovidius schreef het gedicht in de jaren 8-12 n.Chr., aan het begin van zijn verbanning naar Tomis aan de Zwarte Zee. Later zou hij daar ook de Epistula ex Ponto en de Ibis schrijven.

## Inhoud
In het werk geeft de dichter, die zijn vrouw, zijn vrienden en zelfs zijn boeken heeft moeten achterlaten, via brieven aan vrienden en kennissen uiting aan zijn droefheid en gemis en aan het verlangen naar zijn geliefde Rome. Niet zonder overdrijving klaagt hij over het koude klimaat en de barbaarse bevolking, die nauwelijks Latijn spreekt. Maar zijn creativiteit is ongebroken: 
| En ego, cum caream patria vobisque domoque, | Neem mij: ik moet mijn land, mijn huis en jullie missen |
| raptaque sint, adimi quae potuere mihi,     | Al wat te nemen viel is mij ontzegd;                    |
| ingenio tamen ipse meo comitorque fruorque: | Maar over mijn talent kan ik nog vrij beschikken        |
| Caesar in hoc potuit iuris habere nihil.    | Want Caesar had daarop geen enkel recht                 |
| Boek III, 7                                 | (vert. W. Hagendoorn)                                   |

Hij smeekt de geadresseerden bij Augustus tussen te komen om hem terug te laten komen naar Rome, of minstens een aangenamer ballingsoord toe te wijzen. Over de reden van zijn verbanning blijft hij misschien begrijpelijk op de vlakte: we vernemen weinig meer dan dat het om een gedicht en een misstap ging (carmen et error). Maar voor het overige bevatten de Tristia veel biografische informatie, ook over Ovidius' afkomst en jeugd.

## Voortleven
De dichtbundel is een van de vroegste voorbeelden van exilliteratuur en had veel invloed op het genre. Het inspireerde Joachim Du Bellay bij het schrijven van Les Regrets (1558), Osip Mandelstam voor zijn eigen Tristia (1922) en Salman Rushdie voor zijn essay In Good Faith (1990).

## Nederlandse vertalingen
- Ovidius, Sombere gedichten ‒ Tristia, vertaald en toegelicht door Wiebe Hagendoorn, 1998. ISBN 9789025336752
- Ovidius, Tristia ‒ Ballingschapsgedichten, vertaald, ingeleid en van aantekeningen voorzien door W.A.M. Peters, 1995. ISBN 9789063036089
- Rouw-zangen en Brieven van den ellendigen balling Publius Ovidius Naso, J. De Wolf, Gend, Fernand, 1780
- Publ. Ovidius Nazo, Tristium, ofte De truer-dichten, vert. Theodorus Schrevelius en Jacob van der Schuere, Haerlem, van Wesbusch, 1612

## Voetnoten
1. ↑  Zie in het bijzonder boek IV, 10 (hier in de vertaling van Marietje d'Hane-Scheltema)